# 525 до н. е.

## Події
Перський цар Камбіс II почав похід на Єгипет. Флот Камбісу надав Сідон. У травні відбулася вирішальна битва поблизу Пелусію, де єгипетська армія була розгромлена, а Єгипет був приєднаний до Перської імперії.

### Астрономічні явища
- 27 лютого. Кільцеподібне сонячне затемнення.[1]
- 21 серпня. Повне сонячне затемнення.[1]

## Народились
- Есхіл — давньогрецький драматург-трагік.

## Померли
- Анаксімен — давньогрецький філософ.